# رودولف وتزر
رودولف وتزر (انگلیسی: Rudolf Wetzer؛ ۱۷ مارس ۱۹۰۱ – ۱۳ آوریل ۱۹۹۳) یک بازیکن فوتبال اهل رومانی بود.
وی همچنین در تیم ملی فوتبال رومانی بازی کرده‌است.